# Ebelsbach
Ebelsbach település Németországban, azon belül Bajorországban. Lakosainak száma 3715 fő (2023. december 31.).

## Népesség
A település népessége az elmúlt években az alábbi módon változott:
| Lakosok száma | 475  | 1418 | 2938 | 3549 | 3755 | 3736 | 3755 | 3750 | 3736 | 3715 |
|               | 1875 | 1950 | 1975 | 1987 | 2012 | 2014 | 2016 | 2017 | 2021 | 2023 |